# Luftseilbahn Sahli–Glattalp
Die Luftseilbahn Sahli–Glattalp ist eine Luftseilbahn im Schweizer Kanton Schwyz.
Die öffentliche Seilbahn wird vom Elektrizitätswerk des Bezirks Schwyz betrieben und führt in 8 Minuten über gut 700 Höhenmeter von Sahli (Bisistal) auf die Glattalp.
Die heutige Seilbahn wurde 1998 von Garaventa erstellt. Sie verfügt über eine einzige Gondel für 8 Personen und löste die 1959 von Karl Brändle erstellte Seilbahn ab.

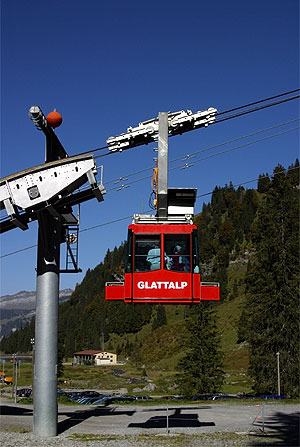
Talstation